# Gemäldegalerie Alte Meister
Pour les articles homonymes, voir Gemäldegalerie.

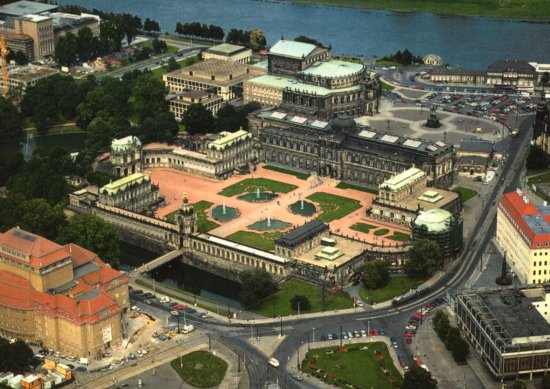
Vue aérienne du musée, au palais Zwinger.

Elle ne doit pas être confondue avec la Gemäldegalerie Alte Meister de Cassel.
La Gemäldegalerie Alte Meister (Galerie de Peinture des Vieux Maîtres) est un musée d'art des Collections nationales de Dresde situé dans le Semperbau du palais Zwinger, à Dresde, en Allemagne.

## Une collection de référence auXVIIIesiècle

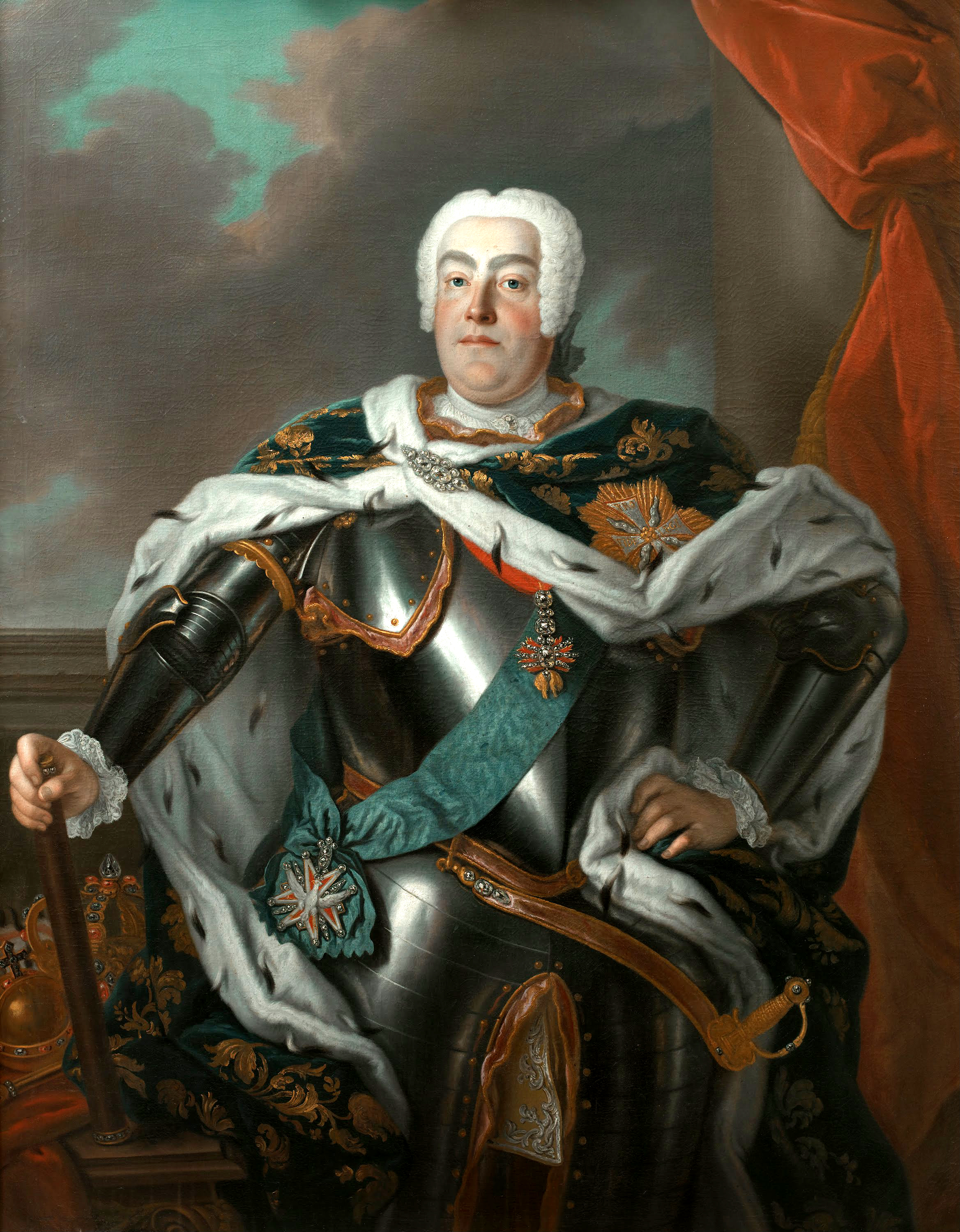
Auguste III fut, avec son père, le principal artisan de la constitution de la collection.

La création de la collection remonte à la première moitié du XVIe siècle. C'est le prince-électeur de Saxe Auguste Ier qui fonde en 1560 la Kunstkammer (« Cabinet d'art »), qui rassemblait toute sorte d'objets, dont des tableaux. Mais c'est surtout entre la fin du XVIIe siècle et le début du XVIIIe siècle, en une cinquantaine d'années, que les acquisitions d'Auguste le Fort et celles, encore plus nombreuses, de son fils Auguste III firent de la Galerie des peintures de Dresde l'une des plus célèbres d'Europe et une référence en matière de collection princière. Ainsi, l'objectif affiché par Caroline-Louise (1723-1783), épouse de Charles Ier de Bade, pour son cabinet de Karlsruhe, est de le rendre « supérieur à celui de Dresde ». La collection du prince Électeur de Saxe contribua ainsi à faire de Dresde une étape privilégiée des voyageurs européens du Grand Tour : l'un d'entre eux, en 1709, écrit ainsi que la Galerie « réunit ce que l'on ne trouve que disséminé dans toute l'Europe, même si c'est en plus grande quantité ».
Sous Auguste le Fort, la collection de peinture grandit et dut être séparée des autres objets pour être finalement placée au château de la Résidence (Residenzschloss). Puis, sous Auguste III, la Collection élut domicile dans le bâtiment des écuries royales, place du Nouveau Marché, à l'issue de récentes acquisitions du roi. En effet, celui-ci avait acheté en 1745 une centaine de toiles issues de la collection du duc de Modène. La pièce maîtresse de sa collection, La Madone Sixtine, fut acquise en 1754. Par la suite, les finances royales imposèrent un sérieux ralentissement des acquisitions.
Auguste II le Fort et Auguste III accordaient une importance extrême aux acquisitions d'œuvres. En effet, ils espéraient par ce biais hisser leur État au niveau de prestige des principales puissances européennes. Le premier ministre lui-même, Heinrich von Brühl, aidé par son secrétaire Karl-Heinrich von Heineken, se chargeait de procéder aux acquisitions. Un réseau de peintres, marchands d'art et diplomates permettaient aux chefs-d'œuvre en provenance de toute l'Europe de venir compléter la collection. L'un de ces intermédiaires les plus actifs à cette époque reste Carl Heinrich von Heineken.
Entre 1751 et 1753, sont imprimés deux recueils contenant les traductions en gravures des 100 plus célèbres tableaux de la collection royale, travail coordonné par Noël Le Mire, Charles Eisen et Charles-François Hutin,.

## AuXIXesiècle, un bâtiment à la hauteur de la collection
Le « Semperbau », l'aile du Zwinger où se trouve encore aujourd'hui la Gemäldegalerie Alte Meister, est mis en chantier en 1847 d'après les plans de Gottfried Semper. Il est ouvert au public le 25 septembre 1855. Le besoin d'un édifice correspondant à la taille de la collection et aux exigences du XIXe siècle se faisait ressentir depuis le début du XIXe siècle et était devenue affaire d'État.
Durant les années 1820, 1830 et 1840, adviennent de nombreuses éditions de catalogue. Dans une nouvelle édition du catalogue consacré à la Galerie établi à partir de 1856, Julius Hübner écrit : « Dans des salles attrayantes, dignes d'un véritable palais des arts, le nouveau musée présente sa collection de tableaux mondialement célèbre aux visiteurs qui, sitôt le seuil franchi, sont saisis par le caractère solennel des lieux. (...) Les chefs-d'œuvre de maîtres immortels, de toutes les écoles et de toutes les époques, présentés sous un jour nouveau, brillent et resplendissent doublement sous le regard enchanté des visiteurs ».  

## Une collection ballotée par les guerres duXXesiècle
En 1937, sous le régime nazi, le département des peintures modernes, séparé des autres peintures depuis 1916 à cause de la taille de la collection, se voit privé de chefs-d'œuvre déclarés « art dégénéré ». Avant même le début de la guerre, la Galerie doit fermer ses portes, en 1938.
À partir de 1942, les attaques aériennes, nombreuses et s'intensifiant, les tableaux doivent être évacués. Ils sont mis à l'abri dans des endroits sûrs et éloignés de la ville, comme le tunnel de Cotta des grésières de Rottenwerndorf ou dans les mines de calcaire de Pockau-Lengefeld.
Le 13 février 1945, Dresde est bombardée par les Alliés américains et britanniques, et une partie de la Galerie n'y échappe pas. Mais c'est l'Armée rouge qui en profita : lorsqu'elle entra dans la ville, des "Commissions chargées des trophées" furent chargées de sélectionner des œuvres que l'armée a ensuite confisquées. On les croyait perdues pour toujours et un musée central avec ce qu'il en restait fut établi dans le château de Pillnitz, épargné par les bombes.
En 1955 une nouvelle parvint : l'URSS décidait de rendre les œuvres « empruntées » à la ville de Dresde. Des expositions de la collection furent organisées à Moscou puis à Berlin avant de retrouver définitivement Dresde et son public dans un nouvel écrin, puisque la Galerie subit de grands travaux de reconstruction afin de pouvoir accueillir ces œuvres.

## Les œuvres

### Peinture italienne de la Renaissance
Les points forts de la collection comptent la peinture italienne de la Renaissance, dont des œuvres de Raphaël (Madone Sixtine), Giorgione (Vénus endormie), Sandro Botticelli (Dernier miracle de Saint Zénobie), de Palma le Vieux (Nymphe dans un paysage) et du Titien (Le Paiement du Tribut, Portrait d'une dame en blanc), ainsi que la peinture maniériste et baroque.
À cela, on peut encore ajouter des noms de peintres italiens comme Andrea Mantegna (La Sainte Famille), Le Tintoret (Le Combat de l'Archange Saint Michel avec Satan, La Délivrance d'Arsinoé), El Greco (Jésus-Christ guérissant l'aveugle), Paul Véronèse (L'Adoration des mages), Le Corrège (La Madone de Saint Georges) ou Annibale Carrache (Portrait de Giovanni Gabrielli jouant du luth).

Peinture italienne de la Renaissance
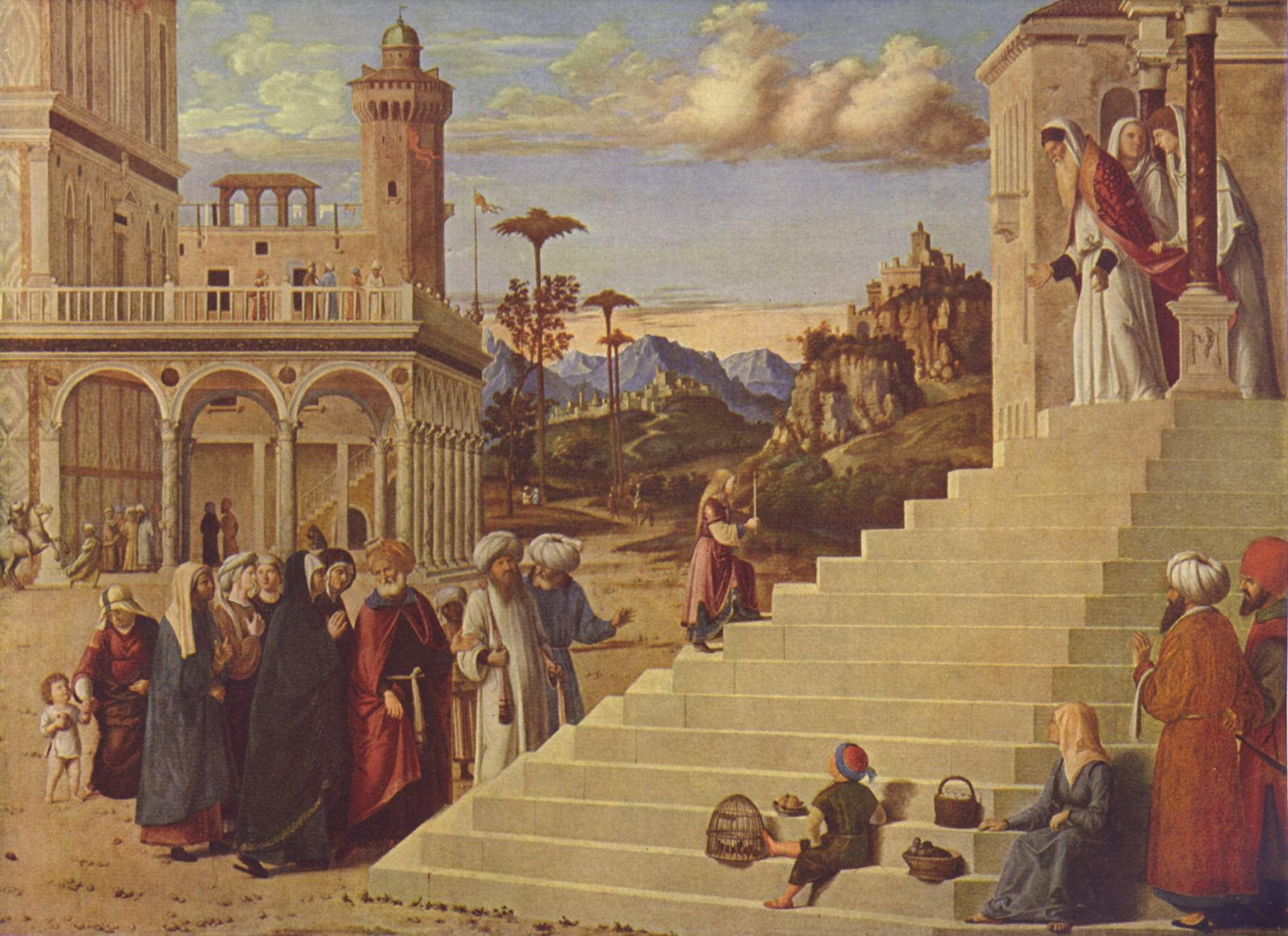
Présentation de la Vierge au Temple, v. 1495-1497 Cima da Conegliano
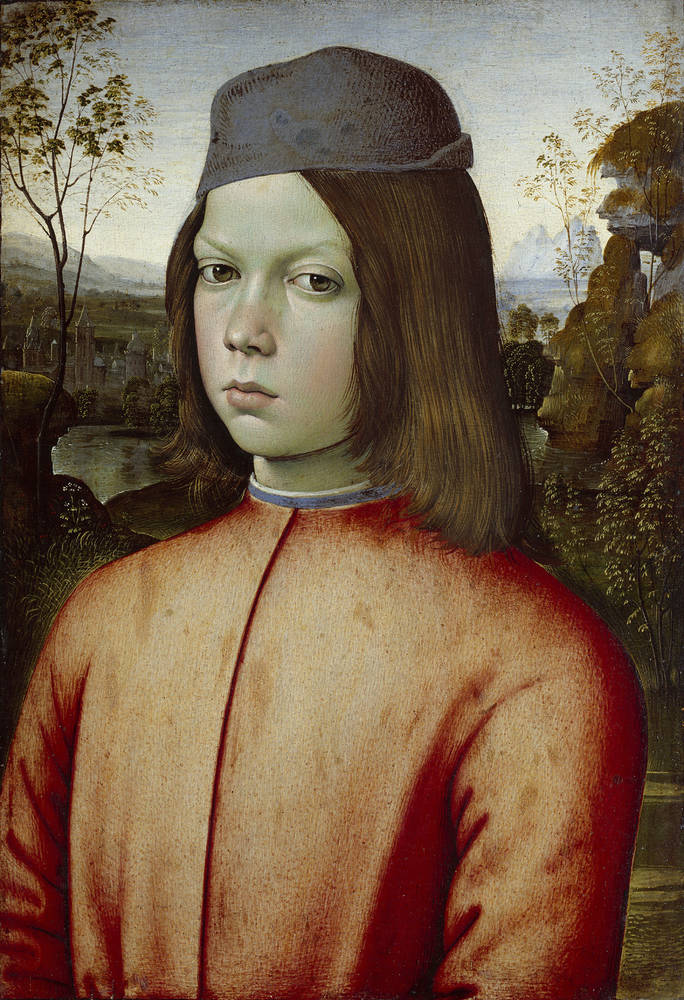
Portrait d'un garçon, v. 1500 Pinturicchio
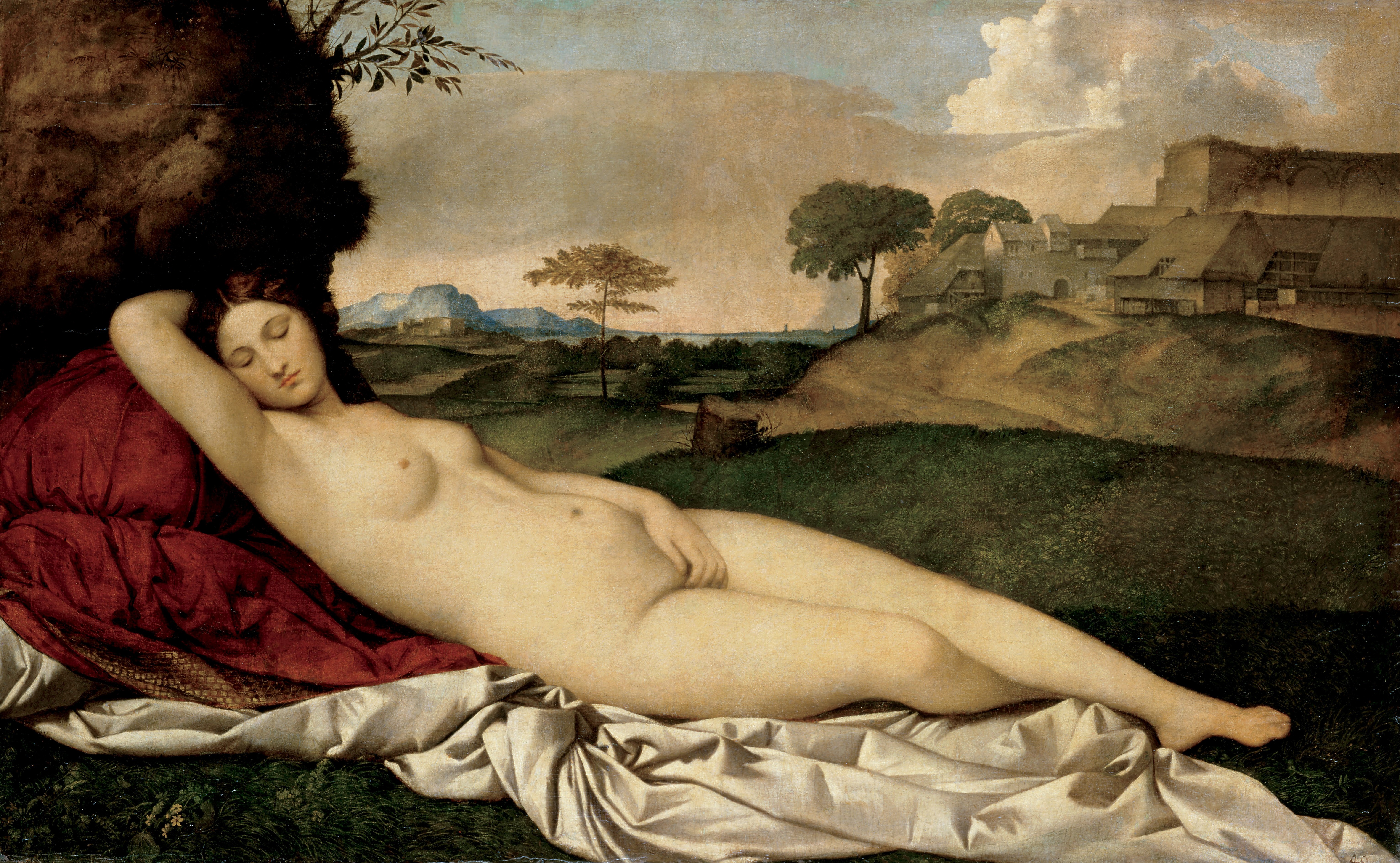
Vénus endormie, v. 1510 Giorgione
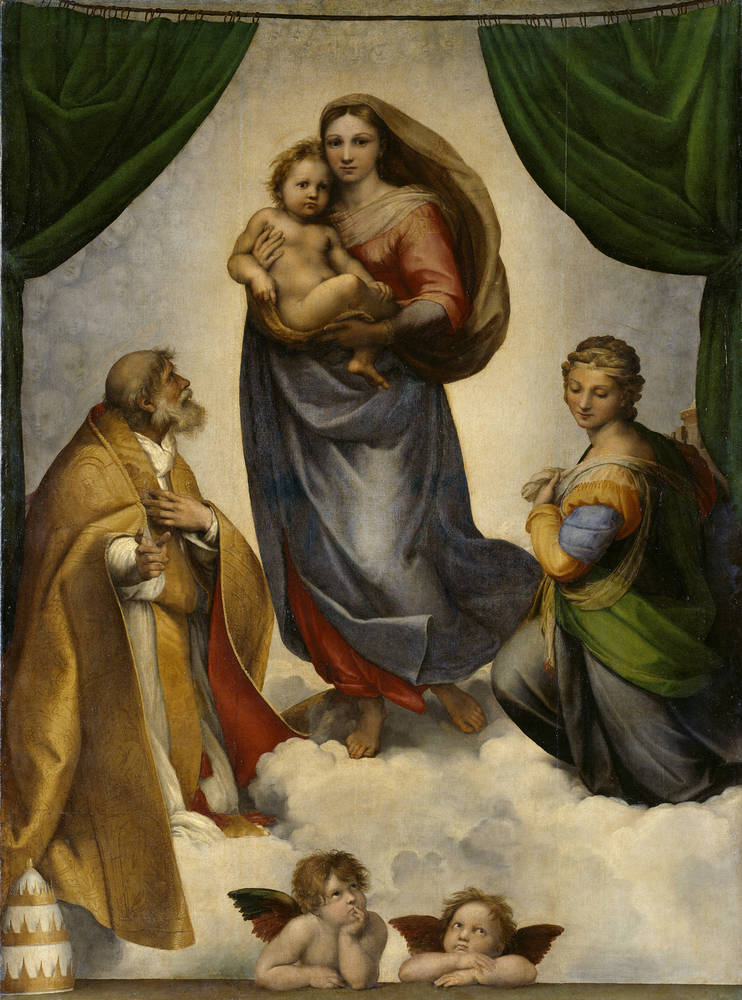
La Madone Sixtine, 1513-1514 Raphaël
L'Argent du Tribut, v. 1516 Titien
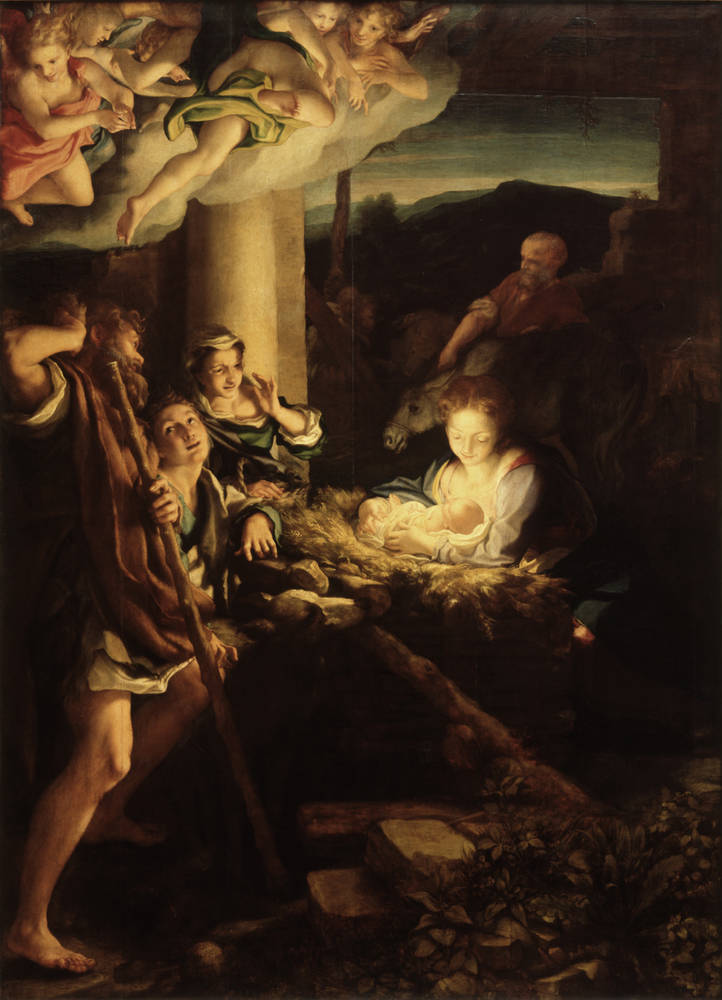
L'Adoration des bergers, 1522-1530 Le Corrège
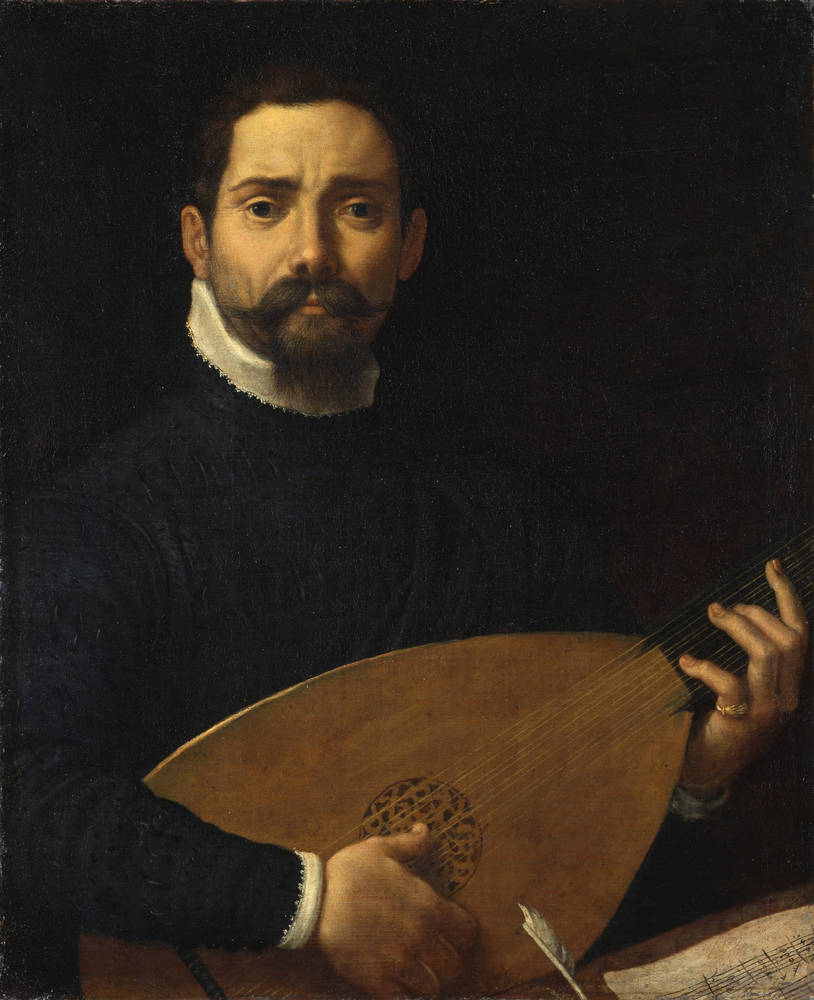
Portrait de Giulio Mascheroni jouant du luth, 1599-1600 Annibale Carrache

### Artistes allemands, néerlandais, flamands duXVIIesiècle
La galerie présente aussi des chefs-d’œuvre de la peinture allemande et néerlandaise d’avant les temps modernes, comme des œuvres de Jan van Eyck (Triptyque de la Vierge), Albrecht Dürer (Portrait de Bernhart von Reesen, panneaux du Polyptyque des Sept Douleurs), Lucas Cranach l'Ancien (Henri le Pieux, Portrait d'Henri IV de Saxe et Catherine de Mecklembourg) et Hans Holbein le Jeune (Charles de Solier, sieur de Morette).

Peinture allemande et néerlandaise de la Renaissance
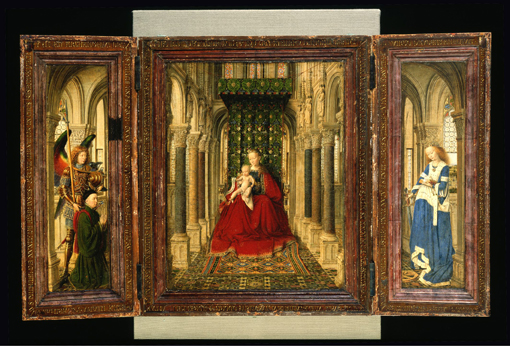
Triptyque de Dresde, 1437 Jan van Eyck
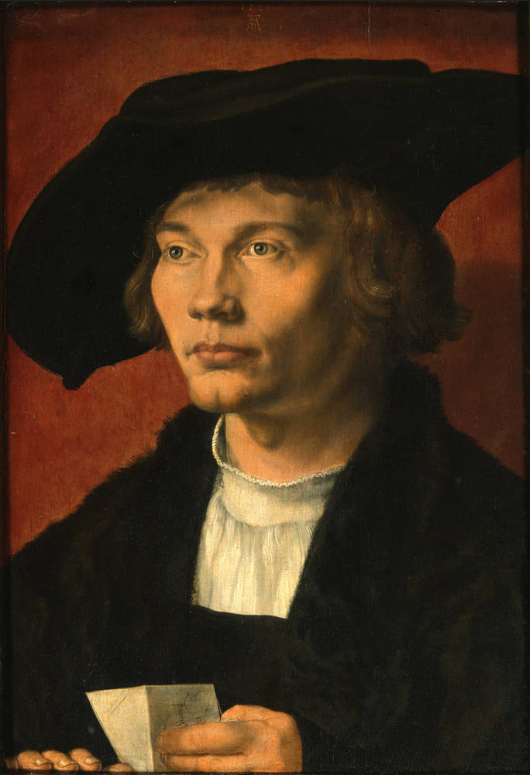
Portrait de Bernhart von Reesen, 1521 Albrecht Dürer
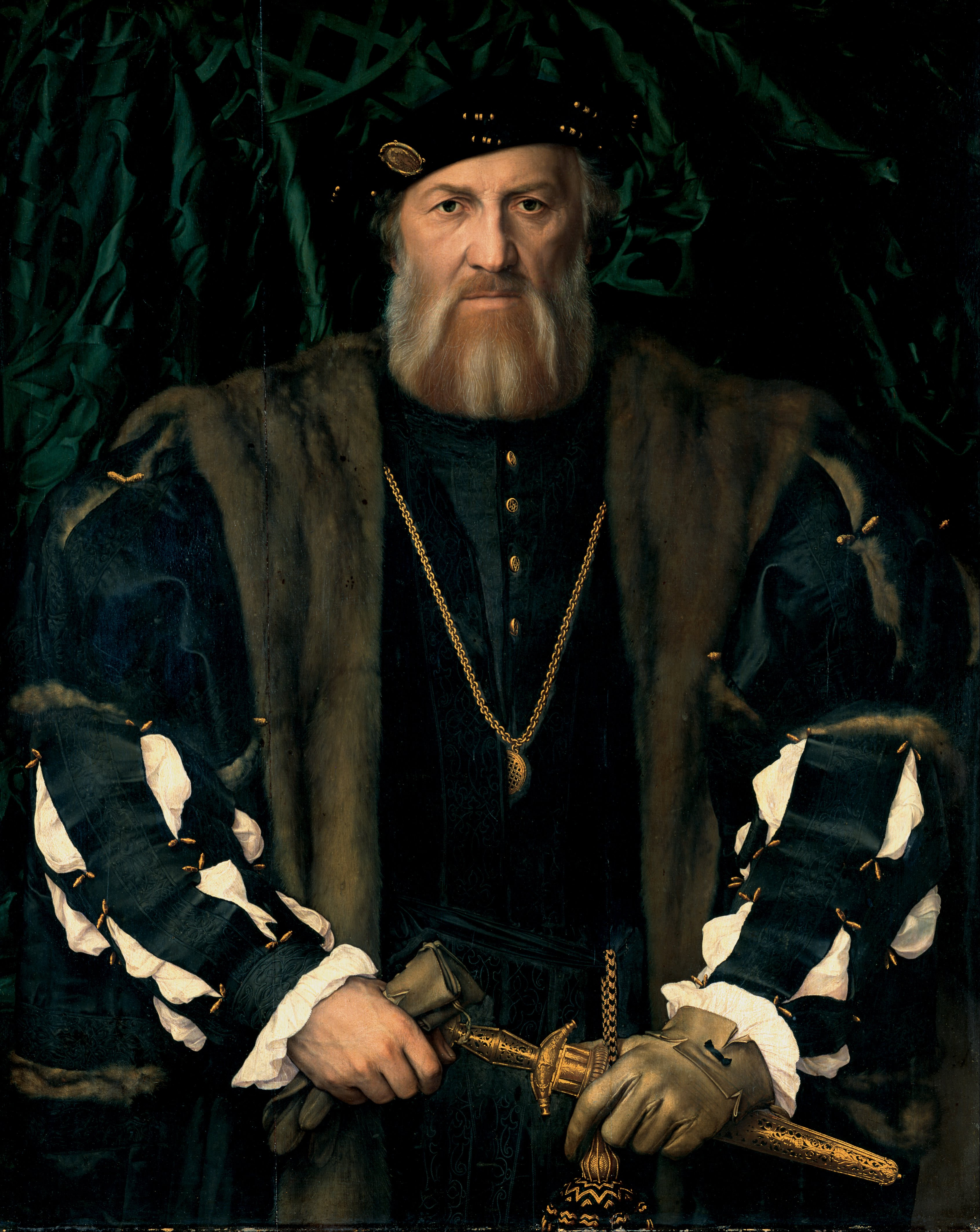
Charles de Solier, sieur de Morette (en), v. 1534 Hans Holbein le Jeune
Philémon et Baucis, 1600 Adam Elsheimer

Les œuvres de la peinture hollandaise et flamande du XVIIe siècle qui y sont présentées ne sont pas moins importantes, notamment des tableaux de Rembrandt (Le Rapt de Ganymède, Les noces de Samson, Double portrait de Rembrandt et Saskia), Jan Vermeer (Femme lisant une lettre, Chez l'entremetteuse), Pierre-Paul Rubens (19 toiles, dont La Chasse au sanglier, Bethsabée à la fontaine) et Antoine van Dyck (Silène ivre, Saint Jérôme).

Peinture hollandaise et flamande du XVIIe
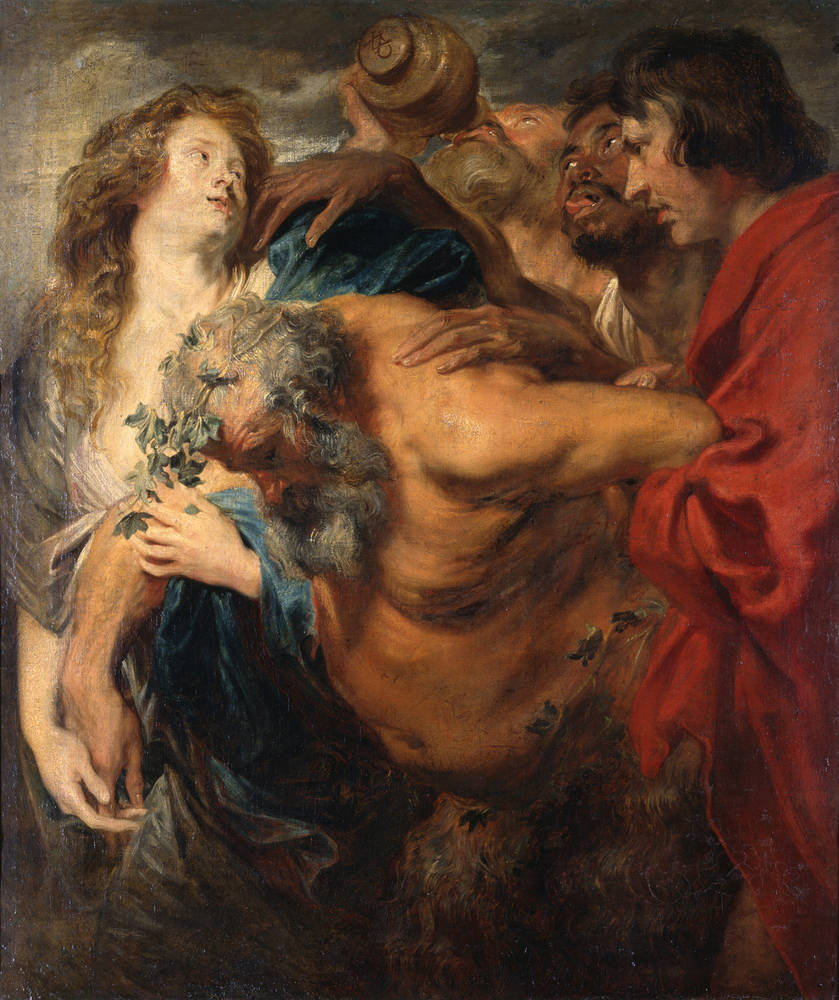
Silène ivre, 1617-1618 Antoine van Dyck
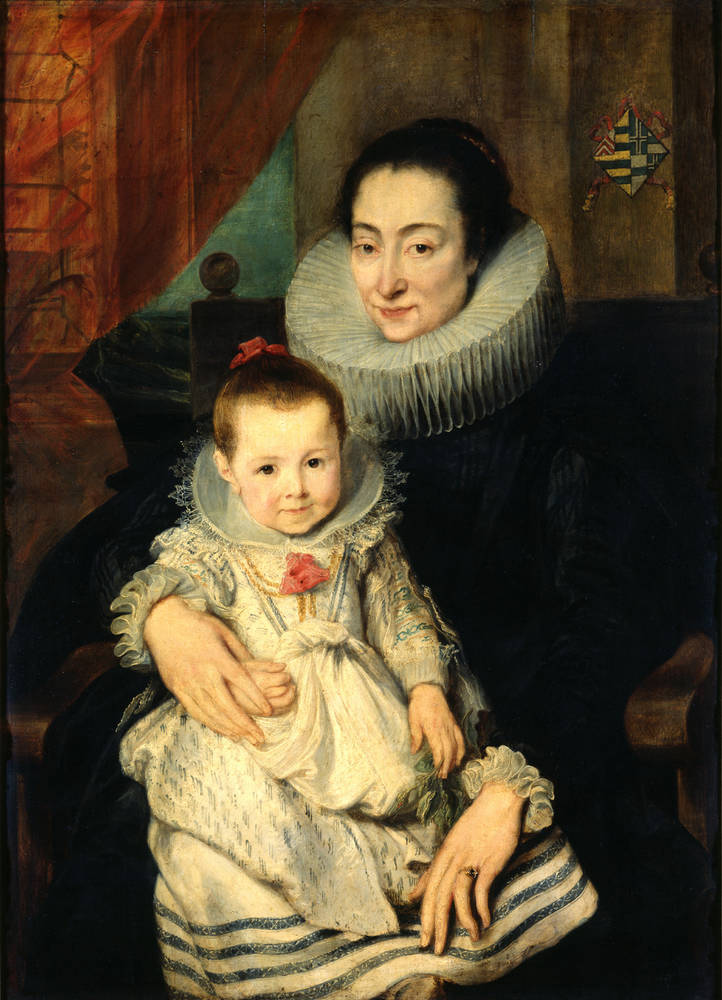
Marie Clarisse Woverius et son enfant, 1620-1621 Antoine van Dyck
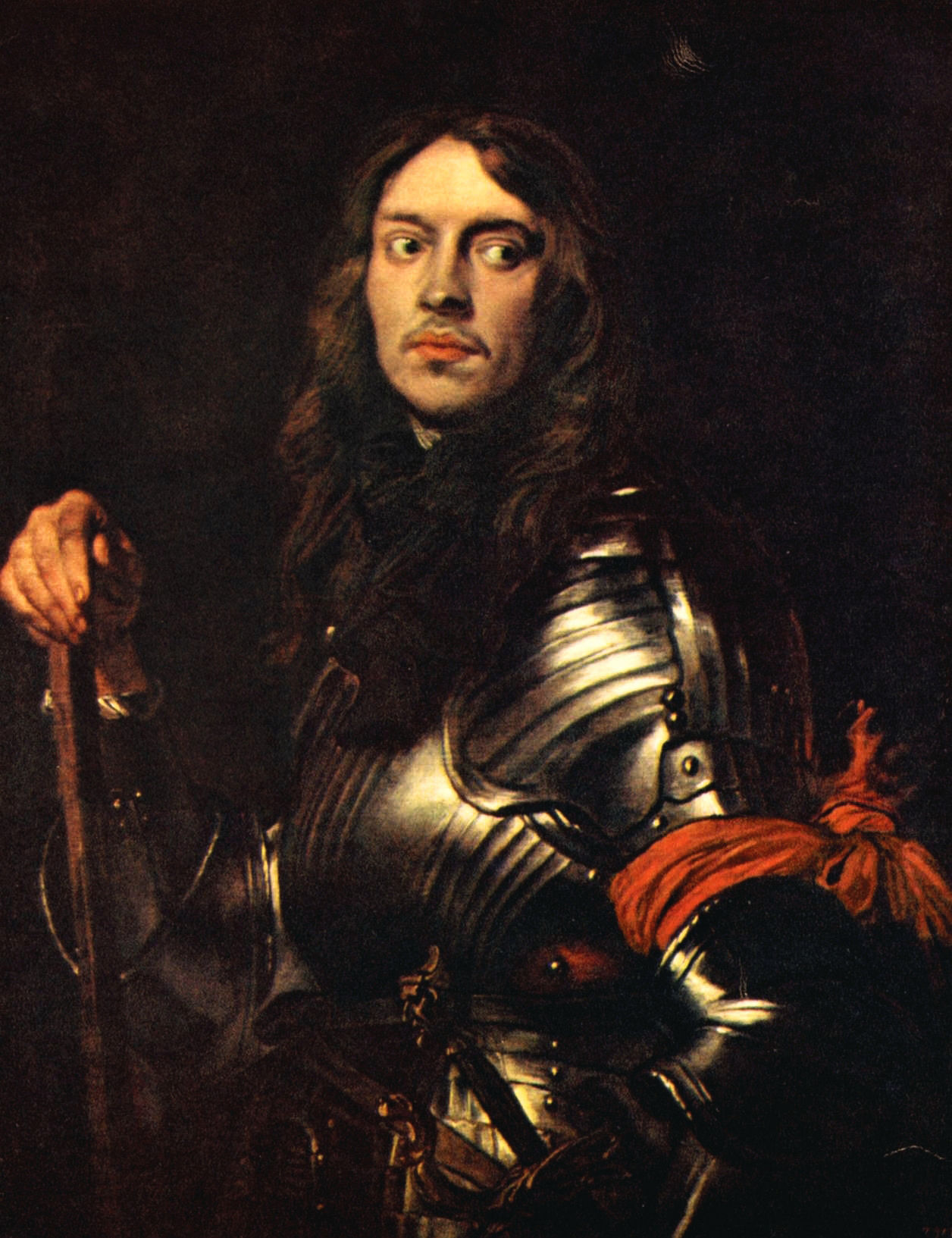
Jeune homme en armure, 1625-1627 Antoine van Dyck
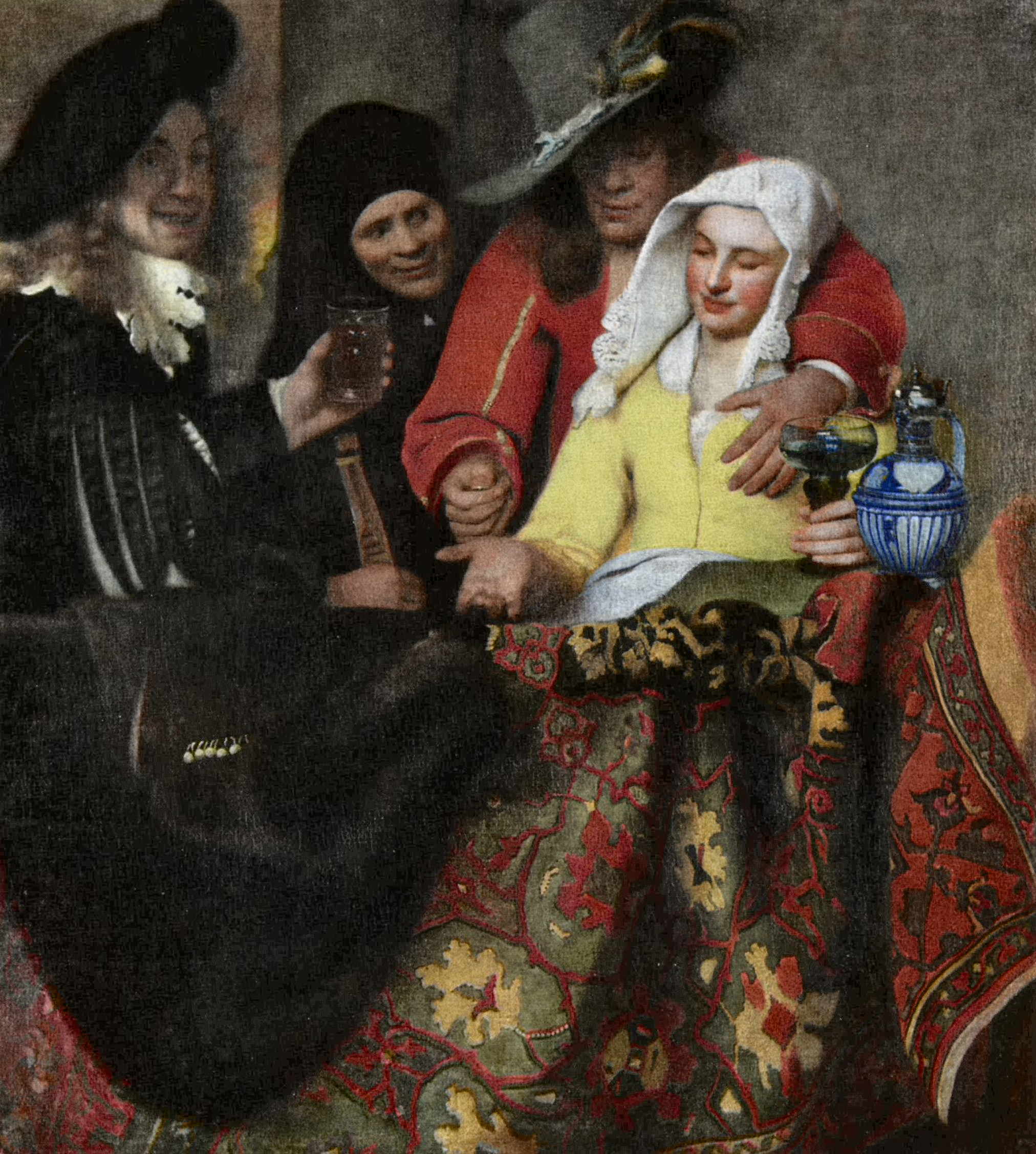
L'Entremetteuse, 1656 Vermeer
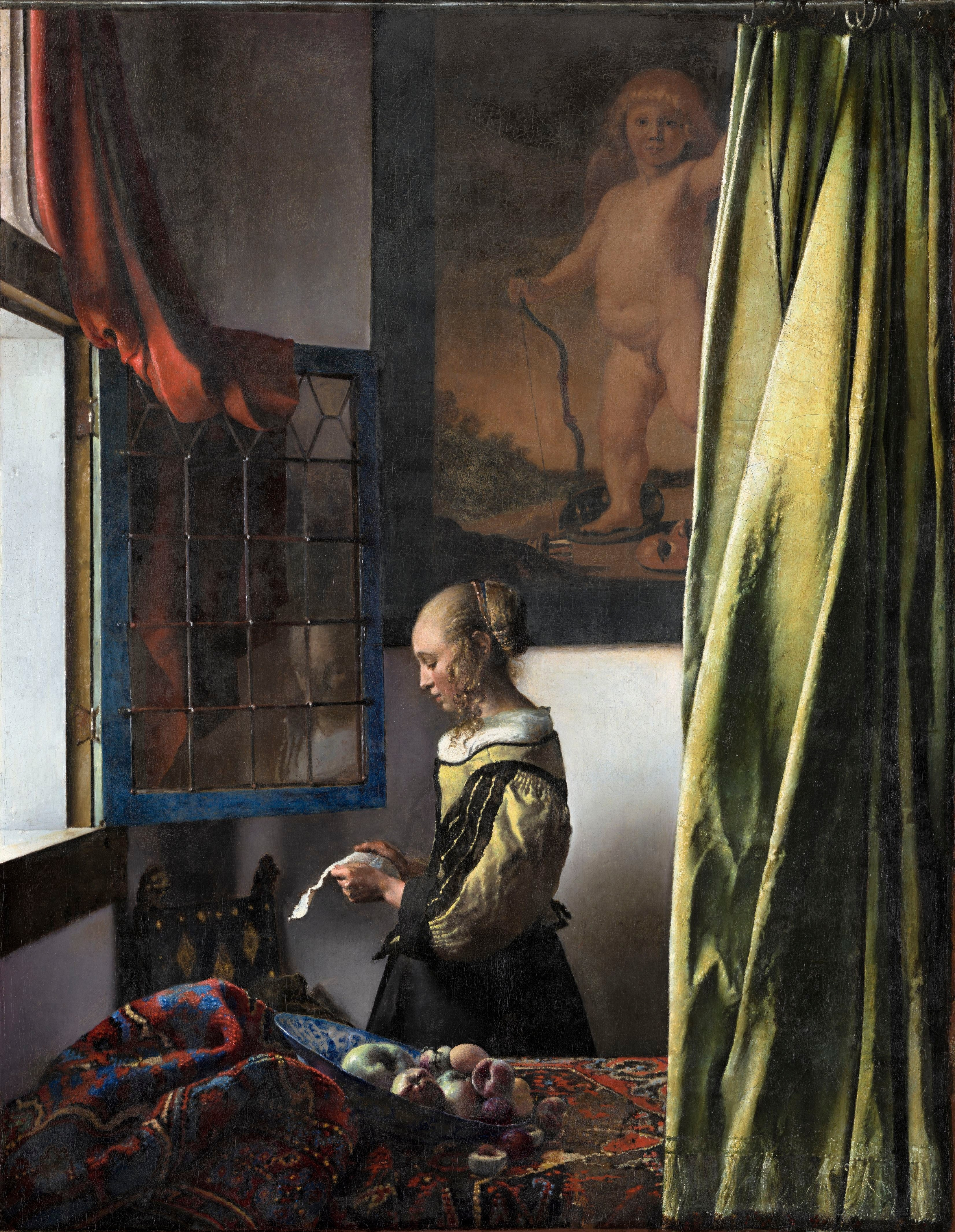
La Liseuse à la fenêtre, v.1657 Vermeer
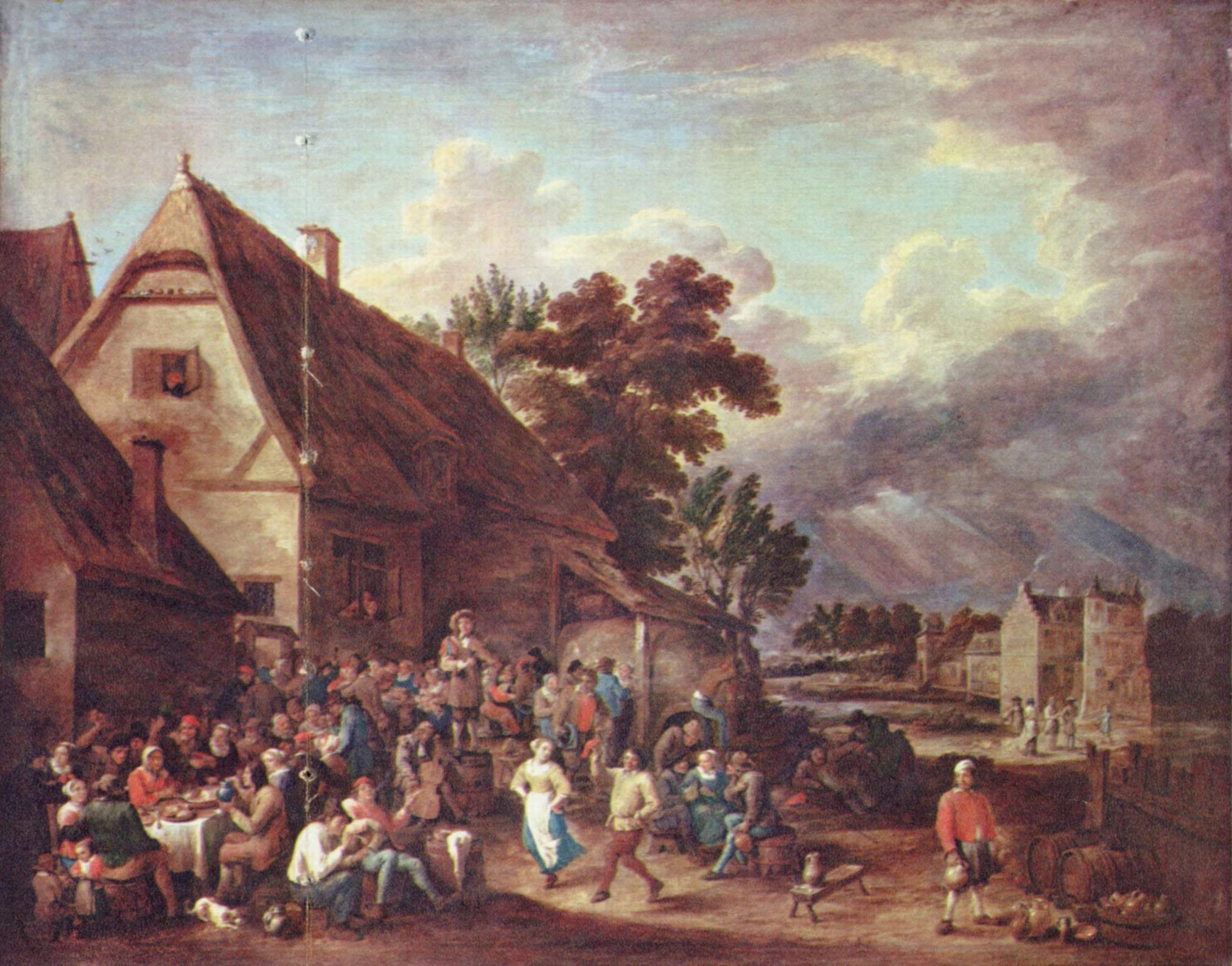
Fête au village seconde moitié du XVIIe siècle David Teniers le Jeune

### Autres artistes européens desXVIIeetXVIIIesiècles
Le musée possède en outre des œuvres du XVIIe siècle d’artistes espagnols comme Diego Vélasquez (Portrait de Juan Mateos), Bartolomé Esteban Murillo (La Vierge et l'Enfant Jésus) ou José de Ribera (Sainte Agnès) et français, comme Le Lorrain (Paysage avec la fuite en Égypte), Nicolas Poussin (L'Empire de Flore), Antoine Watteau (Réunion champêtre), Jean-Francois Millet (Paysage avec un pontä) ou Valentin de Boulogne (Le Tricheur).

Peintures du XVIIe
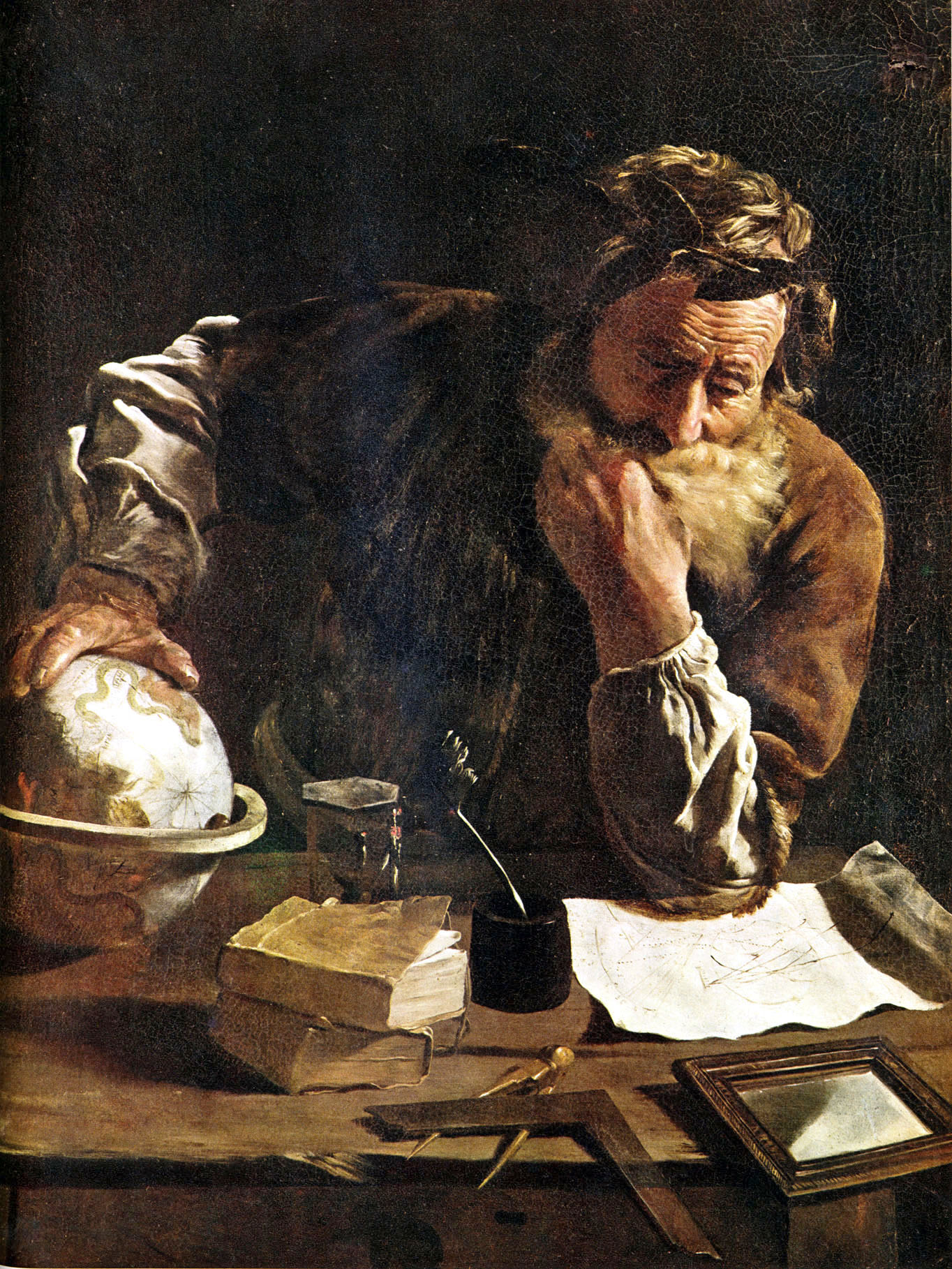
Archimède, 1620 Domenico Fetti

Le XVIIIe siècle est marqué par plusieurs tableaux du début de la carrière du peintre italien de vedute Canaletto, les vedutes de Dresde de son neveu, Bernardo Bellotto, une quarantaine de pastels de Rosalba Carriera, ainsi que quatre tableaux du peintre suisse Jean-Étienne Liotard, dont son plus célèbre, La Belle Chocolatière.

Peintures du XVIIIe
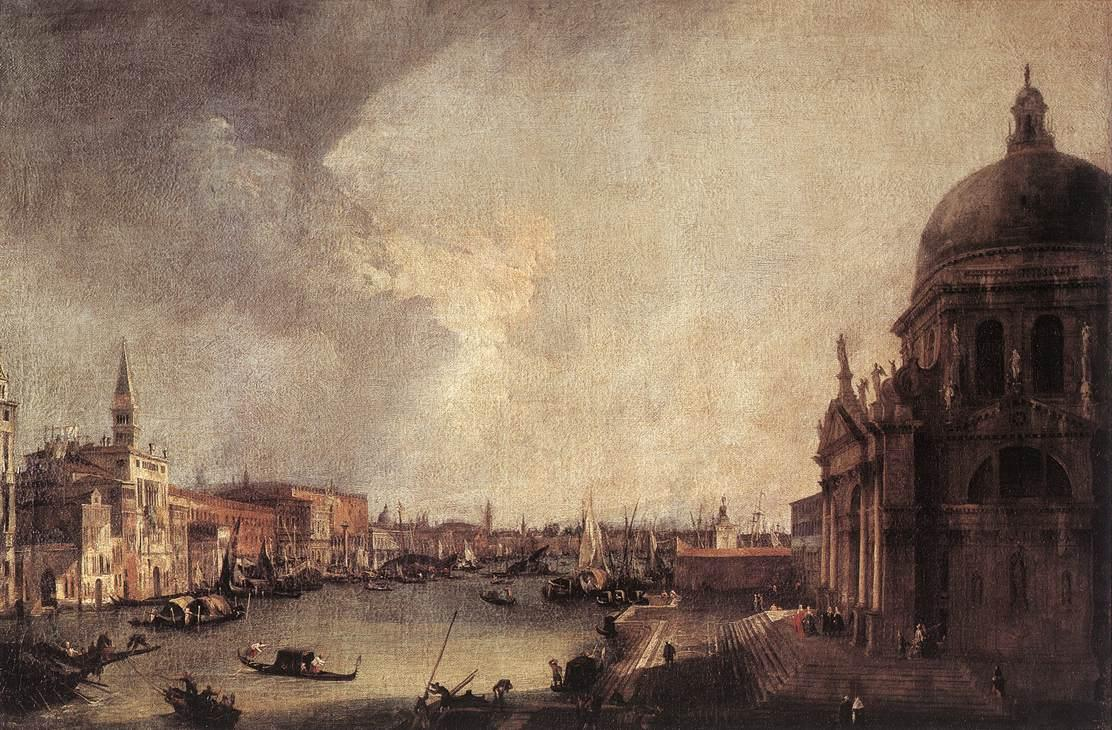
À l'embouchure du Grand Canal à Venise 1722-1723, Canaletto
Le Grand Canal à Venise 1722-1723 Canaletto
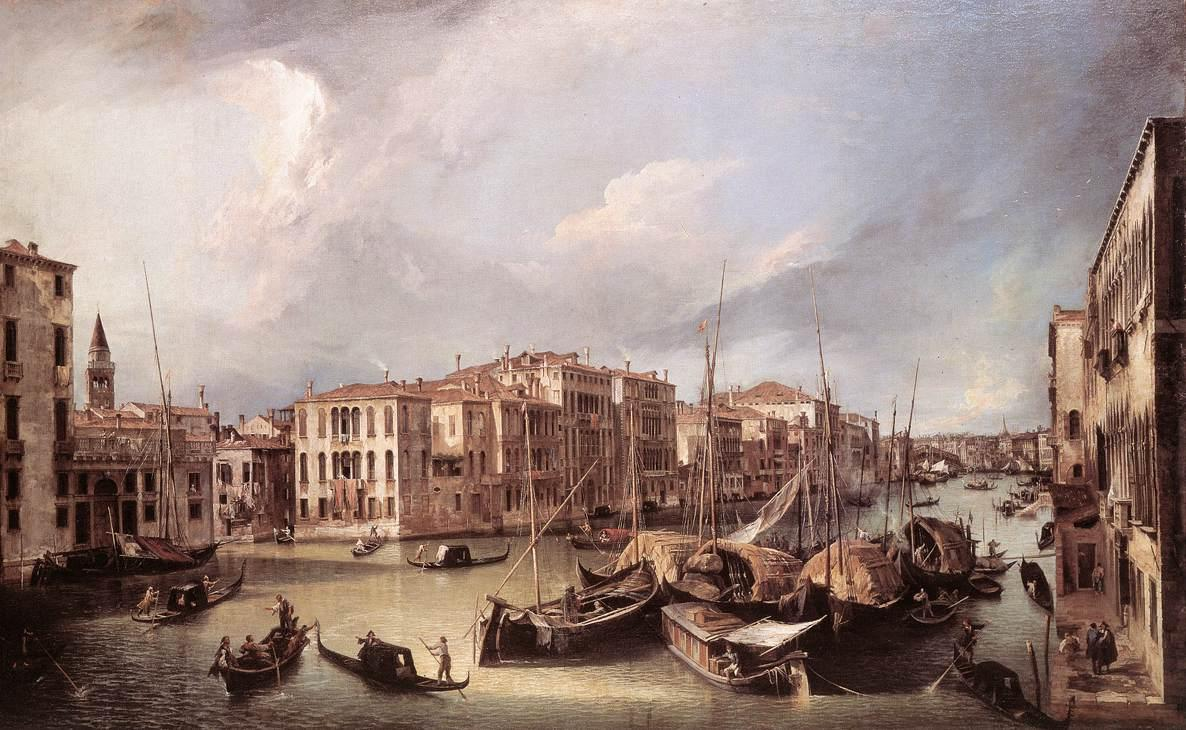
Le Grand Canal à Venise avec le pont du Rialto 1724, Canaletto
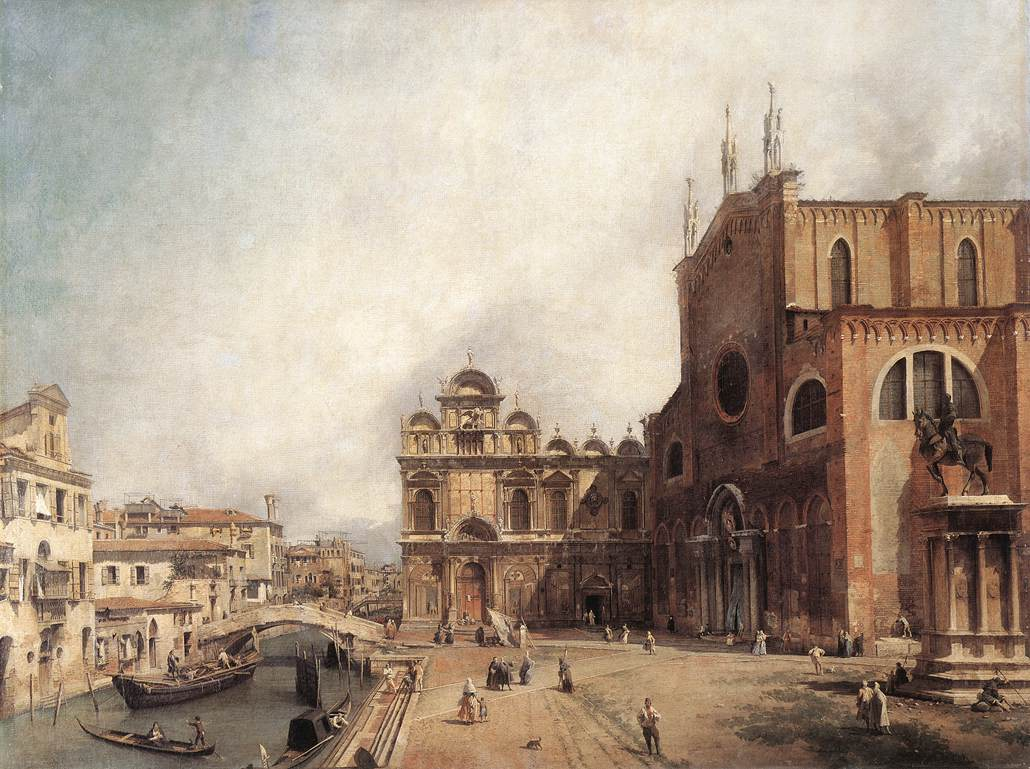
SS. Giovanni e Paolo e la Scuola di S. Marco vers 1725, Canaletto
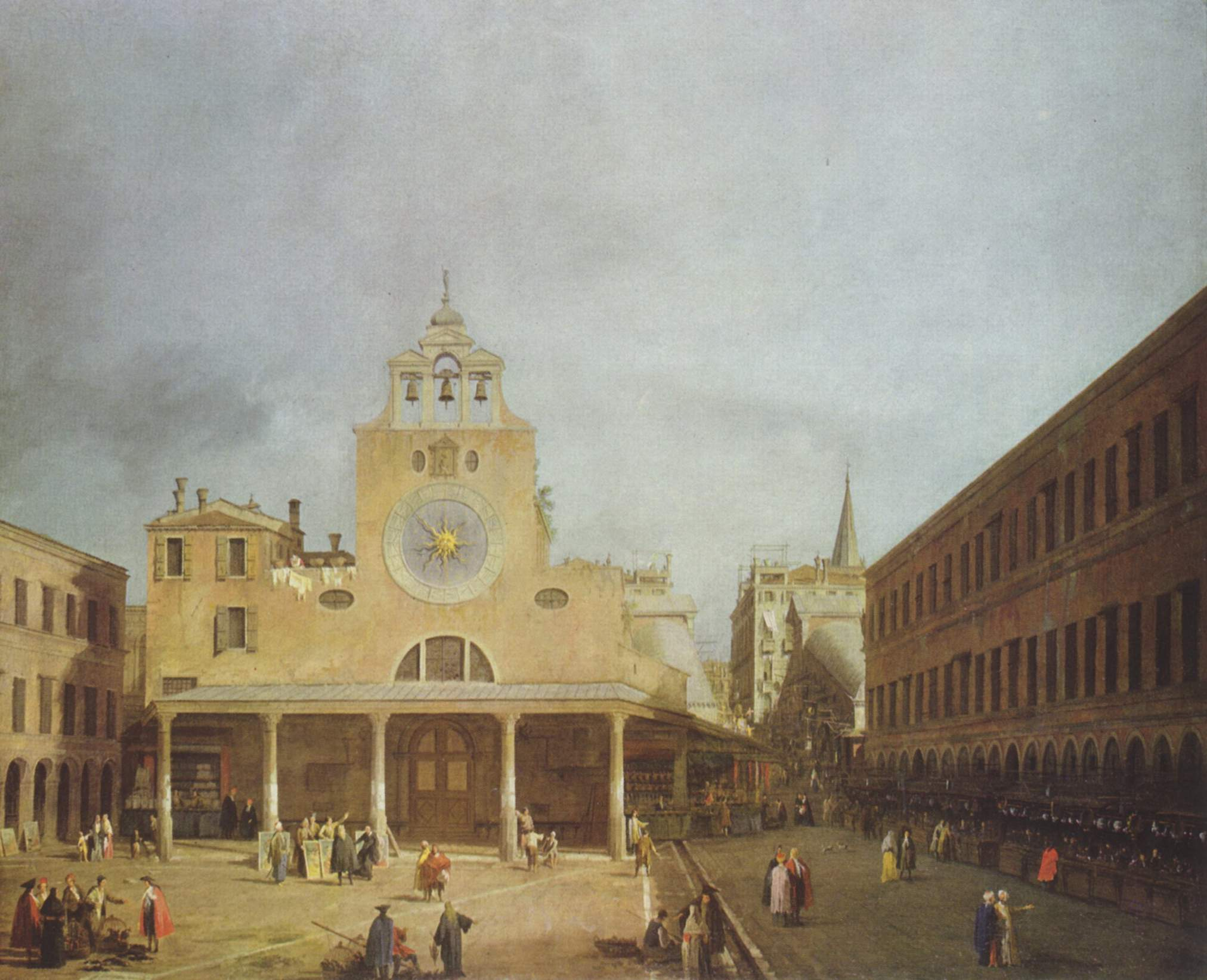
Le Campo S. Giacometto di Rialto à Venise 1725-1726, Canaletto
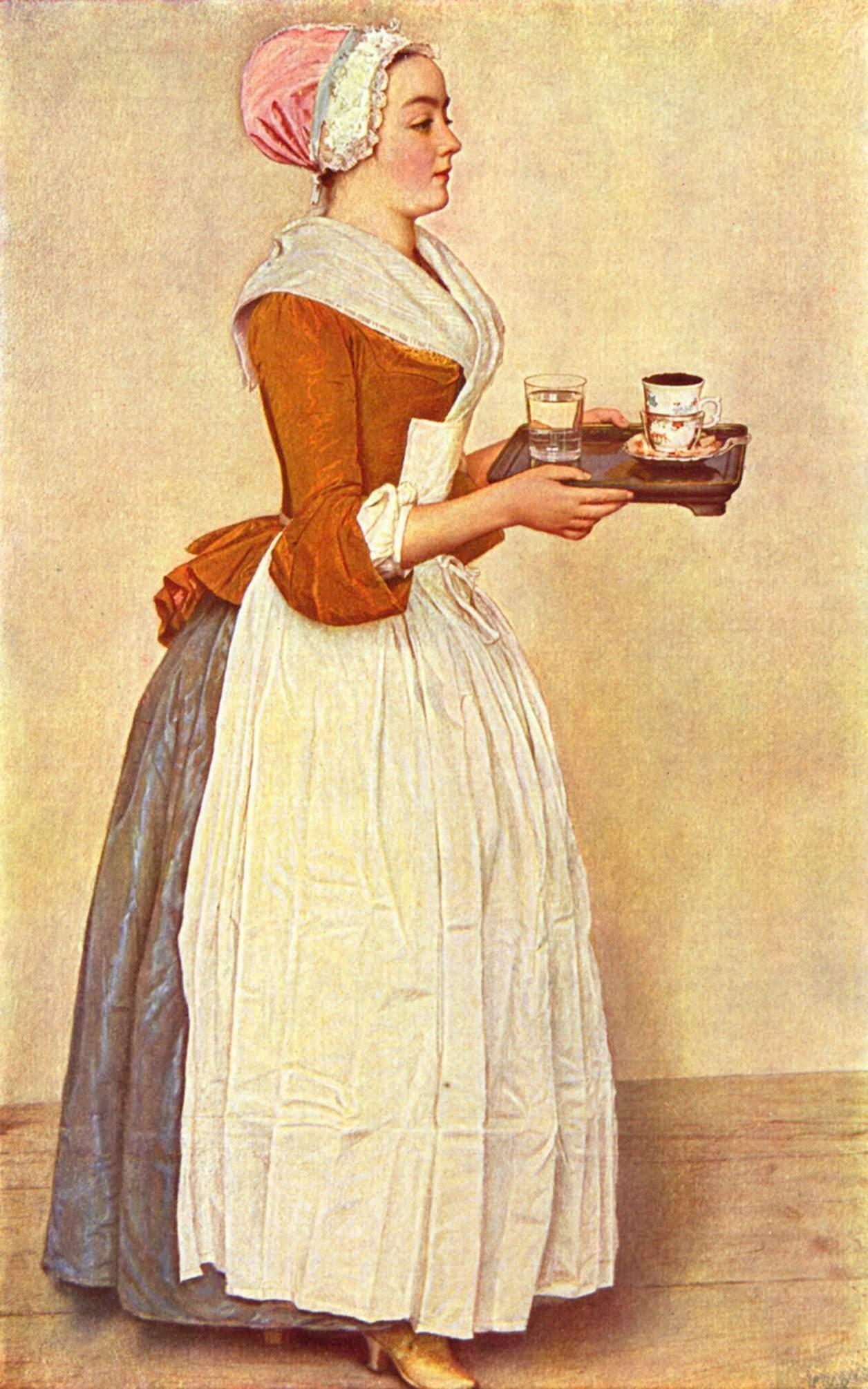
La Belle Chocolatière, 1744 Jean-Étienne Liotard
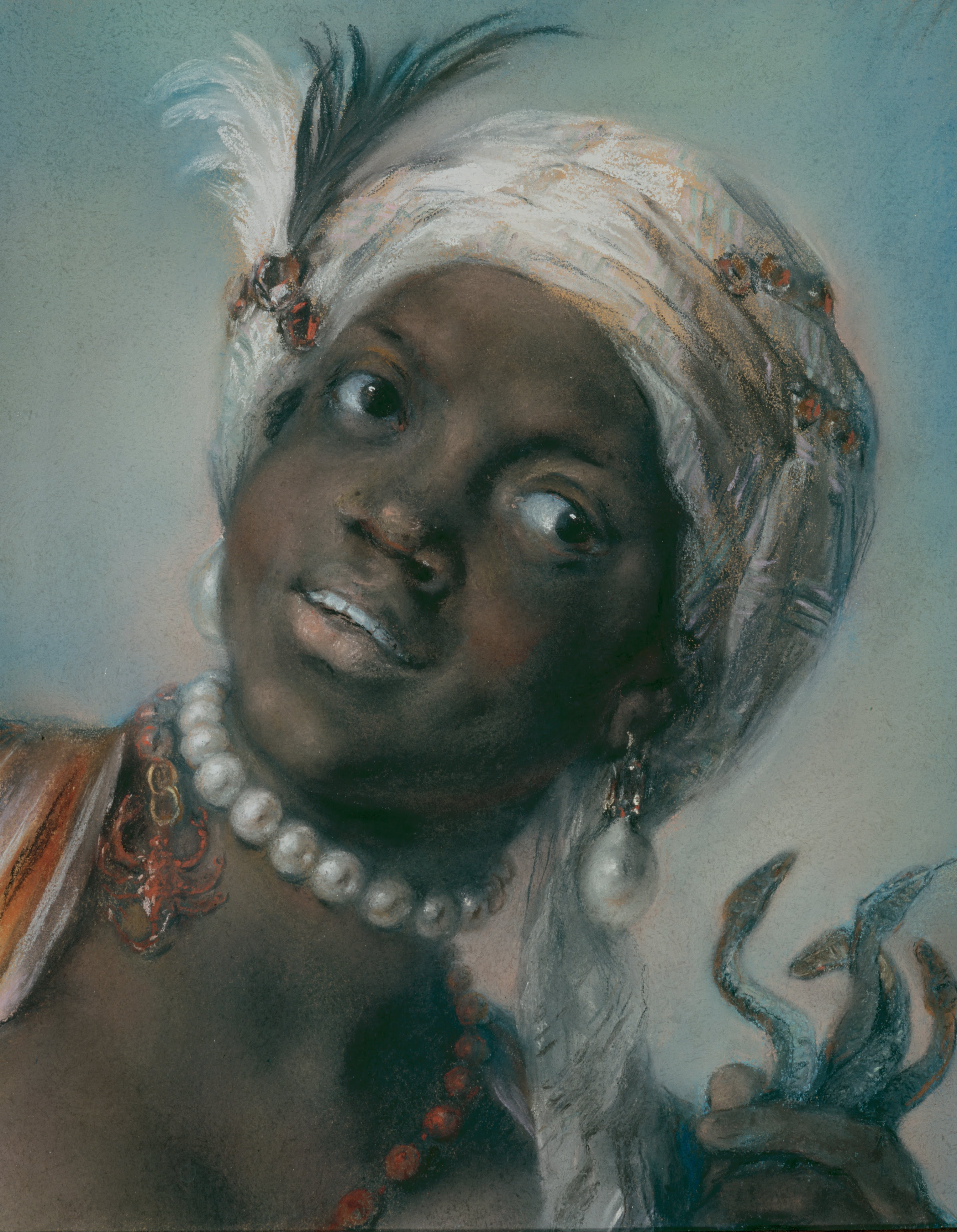
L'Afrique, 1720? Rosalba Carriera

## La Galerie aujourd'hui
La galerie attire des centaines de milliers de personnes par an (569 583 visiteurs en 2011).
Le bâtiment a été profondément restauré pour la dernière fois en 1992.
Elle accueille parfois des expositions temporaires, notamment l'exposition Le Jeune Vermeer en 2010, qui regroupait notamment quatre tableaux du maître aux 36 œuvres seulement. Mais d'autres expositions de peintres de renom y ont été organisées, dernièrement sur Titien, Giambattista Pittoni (Morte di Agrippina) ou encore Canaletto.